# 人民艦隊
人民舰队指的是日本共产党在1950年代实施武装斗争路线的时候，日共人士为了偷渡到中华人民共和国和朝鲜民主主义人民共和国而组建的偷渡船队。此船队与中国人民解放军海军舰队或者朝鲜人民军海军舰队没有任何关系。
日共购买废弃的渔船，将其进行改造成偷渡船，之后组建成编队。虽然被称为“舰队”，但实际上根本无法跟其他国家的舰队相提并论。根据1958年4月14日的朝日新闻报道，日共的人民舰队约由三十吨左右的渔船13艘组成。
人民舰队曾将数千人偷运到中国，其中包括日共领导人伊藤律和野坂参三（德田球一因得病，是通过隐瞒身份乘坐客轮偷渡来中国的，不是乘坐人民舰队船只）。